# Avion à train tricycle
 (avril 2013).
Si vous disposez d'ouvrages ou d'articles de référence ou si vous connaissez des sites web de qualité traitant du thème abordé ici, merci de compléter l'article en donnant les références utiles à sa vérifiabilité et en les liant à la section « Notes et références ».

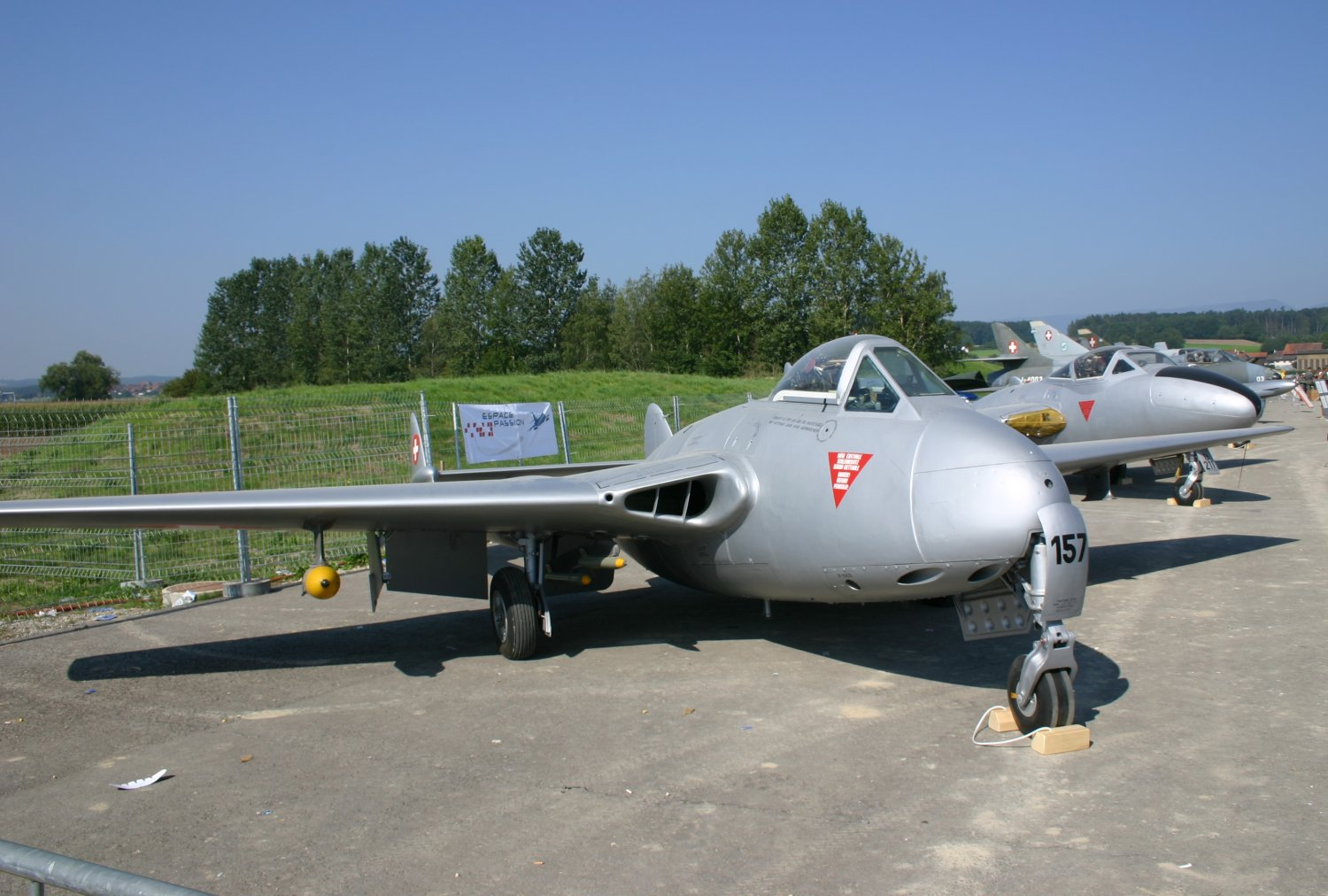
Le De Havilland Vampire, un avion à train tricycle

Un avion à train tricycle possède un train d'atterrissage principal de deux roues placés en arrière du centre de gravité et d'une roue, parfois plus petite, à l'avant du fuselage. Les roues peuvent être amorties par système oléo-pneumatique ou par lame pour le train principal. La roue avant peut être conjuguée à la gouverne de direction qu'on manie avec le palonnier.
Il est admis qu'un avion à train tricycle est plus facile à manier qu'un avion à train classique, qui est l'autre système en vigueur. En revanche, la jambe de train avant doit être assez longue pour conserver une garde au sol minimale à l'hélice, et assez robuste pour soutenir le poids du moteur, ce qui fait qu'un train tricycle est plus lourd et génère plus de traînée qu'un train classique, ce qui pénalise les performances de l'avion.
Si l'avion est à train rentrant, il est indispensable de rétracter également la roulette de nez, au contraire de la roulette de queue d'un train classique, qui plus petite, peut rester fixe.

## Roulage
Avec la roue avant directionnelle, il ne pose pas de problèmes même par vent de travers, la roue avant permettant de bien maintenir l'avion dans la direction qu'on veut lui donner. 
Avec les roues avant directionnelles, il peut se produire un phénomène vibratoire (le shimmy) qui sont des oscillations de la roue autour de son axe. Un système d'amortisseur de shimmy est monté sur le train avant pour éviter ce problème.

## Décollage
Il est simple, il faut maintenir l'avion au sol sur ses trois roues jusqu'à ce que la vitesse de rotation soit atteinte, il décolle alors presque tout seul. 

Le souffle hélicoïdal de l'hélice qui entraîne l'avion sur le côté est facile à contrer en agissant sur la roue avant.

## Atterrissage
C'est le train principal qui doit toucher en premier car il est conçu pour amortir de plus gros chocs alors que le train avant est plus fragile. Une fois la vitesse réduite ce dernier peut être posé.
Un atterrissage trop dur sur l'avant peut entraîner sa rupture, c'est le capotage, et au mieux l'avion s'en tire avec le train avant et l'hélice à changer, bien que souvent le moteur souffre aussi. Mais l'avion peut également se retourner, ce qui est beaucoup plus grave et très dangereux.